# Феньес, Ева Скотт
Ева Скотт Феньес (англ. Eva Scott Fényes; 1849—1930) — американская художница, известна своими акварельным пейзажем американского Запада; являлась также известной благотворительницей и покровительницей искусств.

## Биография
Родилась в Нью-Йорке 9 ноября 1849 года.
Дважды была замужем: с 1878 года — за генералом морской пехоты США Уильямом Мьюзом, от которого родила одного ребёнка — девочку Леонору (1879—1972); после развода вышла в 1896 году замуж за известного венгерского врача Адальберта Феньеса, с которым построила и жила в одноимённом особняке.
В период между браками Ева Феньес переехала в Нью-Мексико, затем путешествовала по Европе, Египту и Ближнему Востоку. Она не была профессиональным художником, но являлась опытным акварелистом. По настоянию Чарльза Флетчера Ламмиса она создала более 300 акварельных ландшафтов, которые часто включали архитектуру Юго-Запада США — дома и глинобитные постройки.
Вскоре своего второго брака Феньес с мужем поселились в Пасадине, штат Калифорния. Американский архитектор Роберт Фаркухар спроектировал им дом, известный как Fenyes Estate, в котором сейчас находится Исторический музей Пасадины. Ева Феньес был членом Landmarks Club of California, Pasadena Music and Art Association и Southwest Society. Также входила в попечительский совет Southwest Museum.
Умерла 2 февраля 1930 года в Лос-Анджелесе и была похоронена на кладбище Mountain View Cemetery and Mausoleum города Алтадина.
Её акварели и альбомы для рисования находятся в коллекциях Southwest Museum и Исторического музея Пасадины.

Некоторые работы
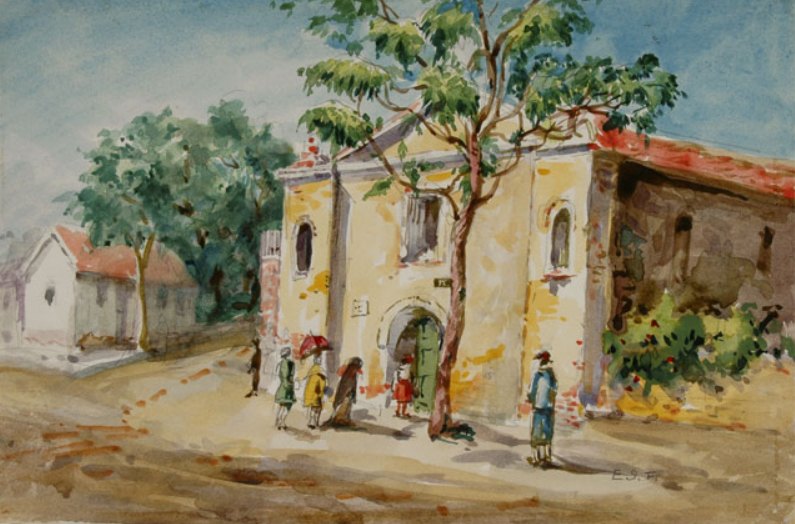
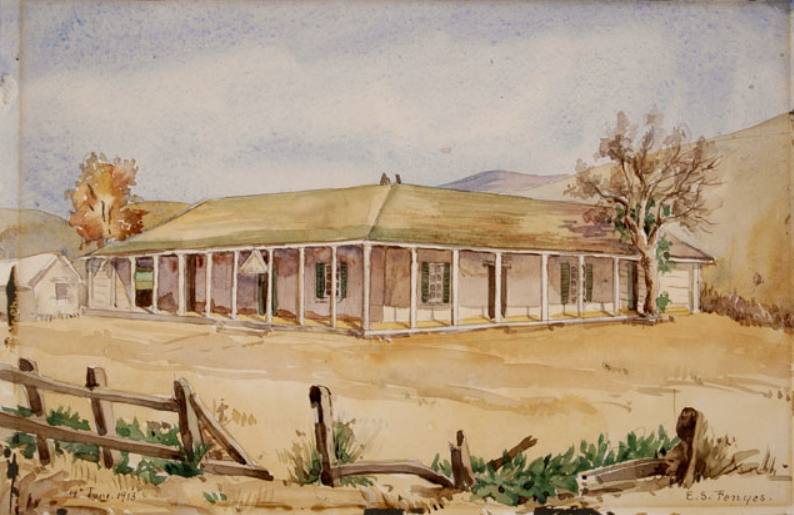
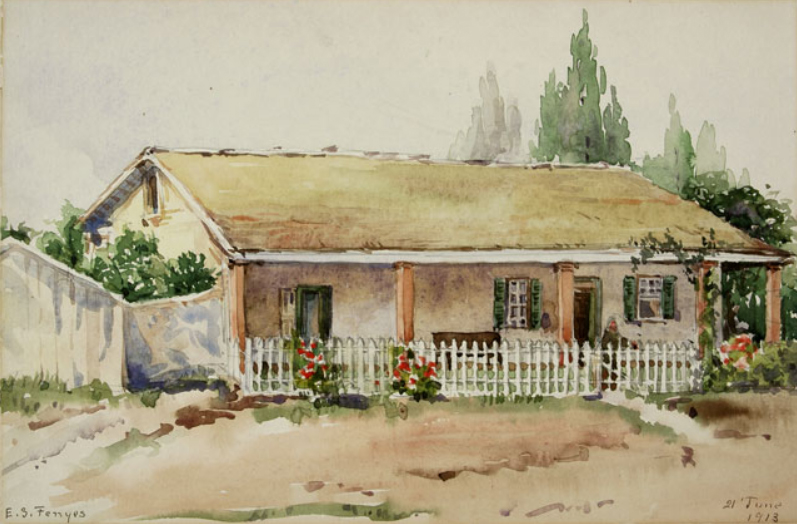